# 蒂瓦納庫河

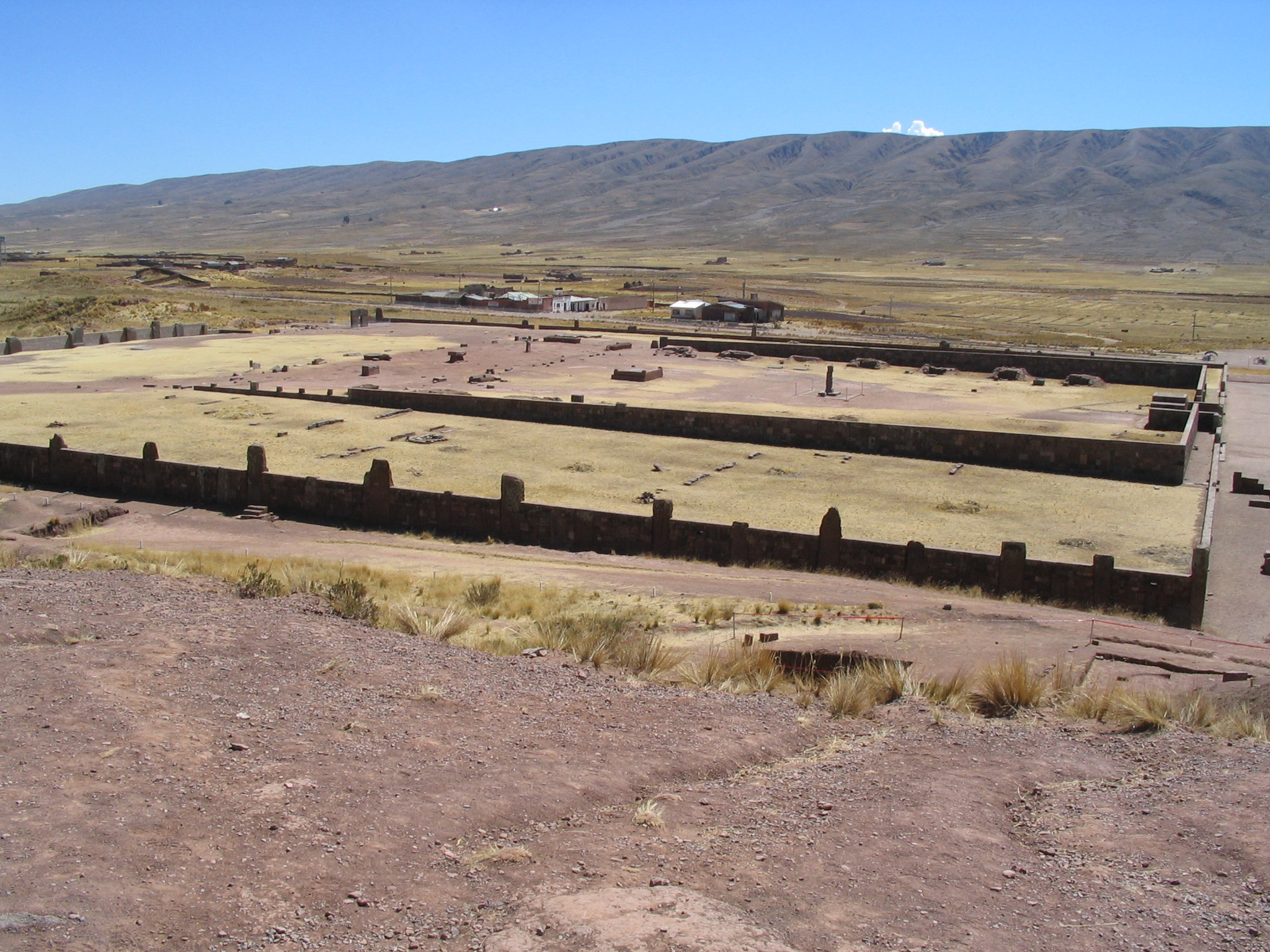

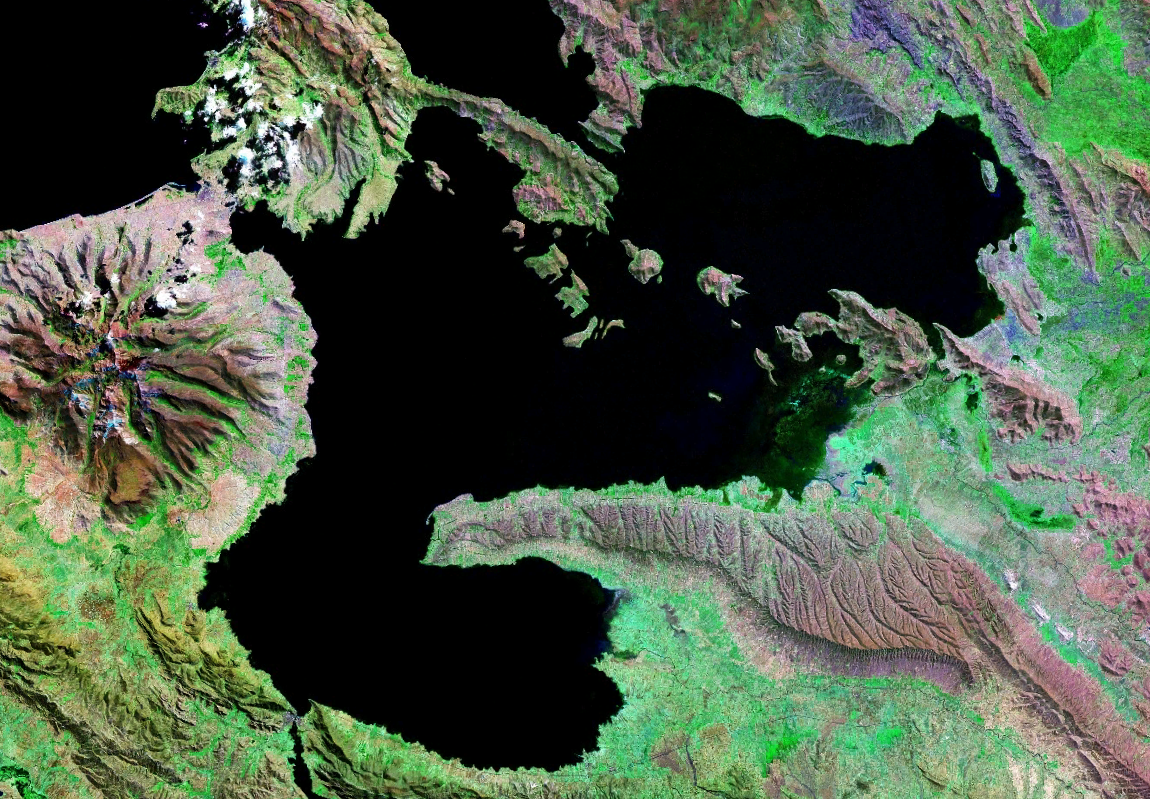

蒂瓦納庫河（Tiwanaku River），是玻利維亞的河流，位於該國西部拉巴斯省的因加維省和洛斯安地斯省，處於的的喀喀湖東南面，最終注入維尼亞馬爾卡湖。